# Geröllkeule

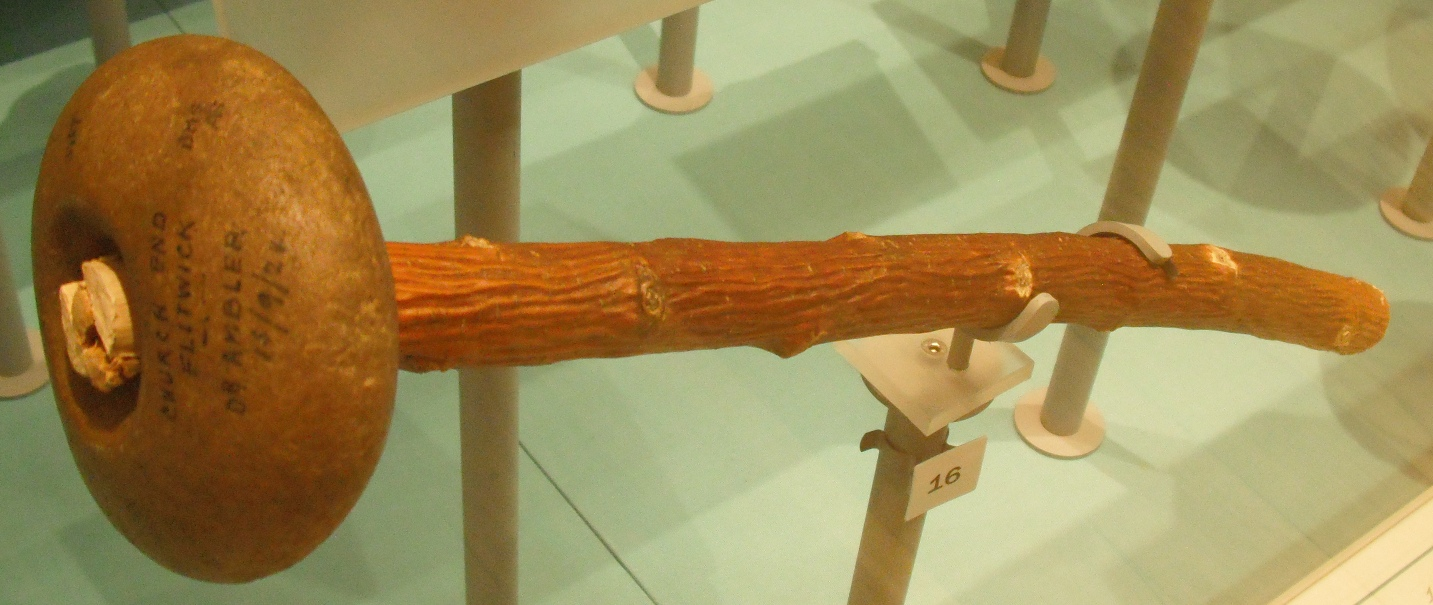
Steinzeitkeule

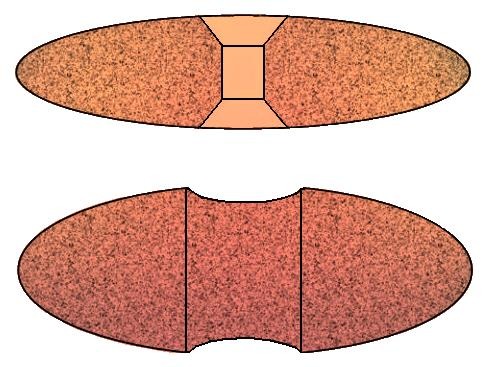
Schematisierte Geröllkeulentypen, in Schnitt (oben) und in Ansicht

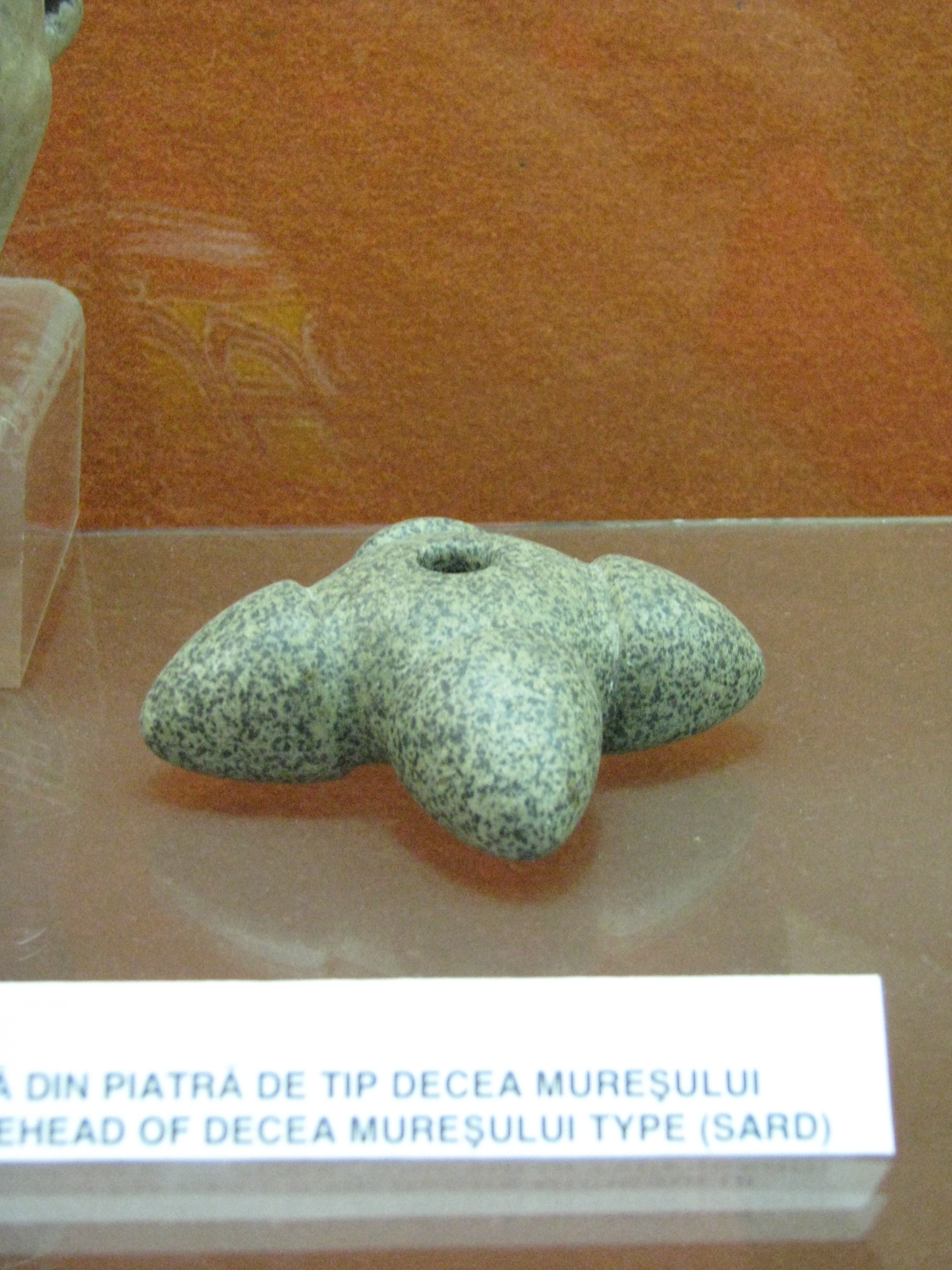
Steinzeitlicher Keulenkopf von Decea Muresului Rumänien

Die Geröllkeule (englisch Stone Mace Head; dänisch Skivekølle hoved oder Stridskølle) ist ein in Europa gefundenes Artefakt. Sie tritt nördlich der Mittelgebirge vom Mesolithikum bis in die Bronzezeit auf. Die Scheibenkeule von Großköllnbach hat 20 cm Durchmesser. Im Verhältnis zu Beilen und Dechseln sind sie jedoch selten. Sie ist zumeist aus Grünstein, Porphyr oder Quarzit gefertigt.

## Aufbau, Form und physikalische Wirksamkeit
Entsprechend der Form und dem Grad der Bearbeitung unterscheidet man zwischen Geröll- und Scheibenkeulen. Die Keulenköpfe haben zwei Grundmuster, die sich aus der Art der Schäftung ergeben.
- der mit einer sanduhrförmigen Lochung versehene scheibenförmige Typ der „Scheibenkeule“ und
- der mit einer mittigen Einschnürung versehene knollenförmige auch „Rillenhammer“ genannte Typus

Letzterer ist wahrscheinlich die ältere Form und hat sich vermutlich aus dem Walzenbeil entwickelt. Ein Schaft wurde mittels organischem Material (Bast, Leder) an der Einschnürung des Steines befestigt.
Die physikalische Anwendungserfahrung die von einem Stock zu einem keulenartigen Werkzeug führte, war die Erfahrung, dass die „Wucht“ (Impuls, kinetische Energie) umso höher wird, je höher die Masse des Körpers ist. Aus der Forderung, dass der Griff noch handgerecht sein muss, ergibt sich dann die typische „Keulenform“: Es reicht, das ferne Ende zu verdicken, um gutes Drehmoment zu erreichen. Aus technischer Perspektive ist ein keulenartiges Werkzeug eine einfache Maschine.

## Verbreitung
Bereits im Gravettien kommt die Durchbohrung von Elfenbein, Geweih, Holz, Horn und Zähnen auf. Ins Mesolithikum fällt die Entwicklung der Technik, die es ermöglicht, auch Gestein zu durchbohren, so dass eine Schäftung ermöglicht wird. Die diaboloförmige Bohrung stellt allerdings keine ideale Führung für einen Schaft dar. Sie ist allerdings beabsichtigt und die Art der Befestigung eines Schaftes ist, falls sie denn überhaupt erfolgte, noch völlig offen. Die Intention geht daraus hervor, dass die zylindrische Bohrung (u. a. bei 35.000 Jahre alten Lochstäben) längst bekannt war und die heute übliche konische Form der Schaftaufnahme durch Aufreiben erreichbar gewesen wäre. Zwar ist es möglich auch mit einer so befestigten Keule zu schlagen oder zu spalten, allerdings ist der Schaft so dünn, dass dies nicht die eigentliche Funktion darstellen kann und die Keule eher der Nachfolger des Loch- oder „Kommandostabes“ als Statussymbol gewesen sein könnte. Es könnte sich aber auch um ein pflugähnliches Werkzeug handeln, mit dem der Erdboden aufgelockert wurde.
Geröll- und Scheibenkeulen haben unterschiedliche Verbreitungsschwerpunkte. In der Großgartacher Kultur, der Hinkelsteinkultur und der Oberlauterbachkultur war der Gebrauch von Keulenköpfen unüblich. Bereits in der Linearbandkultur erscheinen Keulenköpfe weniger häufig. Aufgenommen wird die Tradition von der Stichbandkeramik. Nach Südwestdeutschland kommt die Keulenkopftradition erneut mit dem Rössen-Verzierungsstil, der diesen Impuls wohl aus der Stichbandkeramik aufgenommen hat. Die meisten der schönen, aber seltenen Keulenköpfe sind Lesefunde, einige wurden in Siedlungen der frühen Jungsteinzeit und in Grabkammern gefunden.
In der Mythologie oder auf frühen Darstellungen (Ägypten) kommen Keulen auch Jahrtausende später noch vor. Ethnologisch lassen sich Steinkeulen u. a. in nahezu identischer Form bei den indigenen Einwohnern Papua-Neuguinea, Mappi Hochland (Upper Sepik River Region) nachweisen, die dort für rituelle Zwecke aber auch kriegerischen Auseinandersetzungen verwendet werden.